# Jan Peter Balkenende
Jan Peter Balkenende (pronunciat   [ˈjɑn ˈpetər ˈbɑɫkənɛndə] (?·pàg.)). Nascut el 7 de maig de 1956 a Biezelinge, vila del municipi zelandès de Kapelle. És un polític i jurista neerlandès que fou Primer ministre dels Països Baixos des del 22 de juliol del 2002 fins al 14 d'octubre de 2010.
Membre del partit demòcrata-cristià CDA des de 1982, n'esdevingué el líder parlamentari el 2001. Després de les eleccions legislatives neerlandeses de 2006 fou nomenat novament primer ministre dels Països Baixos. Fou substituït per Mark Rutte després de les eleccions legislatives neerlandeses de 2010.

## Biografia
Balkenende va estudiar Història i Dret a la Universitat Lliure d'Amsterdam, obtenint un Màster en Dret i va treballar com a assessor legal del consell acadèmic de la seva universitat abans d'acabar la tesi. Es va graduar com a doctorat en estudis governamentals i va treballar com a professor de Filosofia Cristiana des d'abril de 1993 fins al maig de 2002. Després de les eleccions de 1998, Balkenende va ser elegit membre de la Cambra de Representants el 19 de maig de 1998 i va exercir com a Ministre de Finances i com a líder parlamentari adjunt. Després de la dimissió del líder del partit i líder parlamentari, Jaap de Hoop Scheffer, Balkenende va anunciar la seva candidatura a les eleccions entrants i va ser escollit com a successor l'1 d'octubre de 2001. Per a les eleccions de 2002, Balkenende va exercir com a Lijsttrekker (principal candidat) i després d'una formació de gabinet amb la Llista Pim Fortuyn i el Partit Popular per a la Llibertat i la Democràcia van formar el Gabinet convertint-se en primer ministre dels Països Baixos, i prenent possessió el 22 de juliol de 2002.

### Primer ministre neerlandès
El primer gabinet Balkenende va caure només 87 dies en el seu mandat. Per a les eleccions de 2003, Balkenende va tornar a exercir com a Lijsttrekker i després d'una formació de gabinet amb el Partit Popular per la Llibertat i la Democràcia (VVD) i Demòcrates 66 (D66) van formar el segon Gabinet, continuant com a primer ministre. Aquest segon gabinet va caure el 30 de juny de 2006 i va ser substituït per un gabinet provisional de Balkenende el 7 de juliol de 2006.
Per a les eleccions de 2006, Balkenende va tornar a servir com a Lijsttrekker, i va arribar a un acord amb el líder del Partit del Treball (PvdA) Wouter Bos per formar un acord de coalició amb la Unió Cristiana. El quart govern Balkenende va tornar a ser liderat per ell com a primer ministre durant un altre mandat. Aquest quart gabinet va caure exactament als 3 anys de mandat, quan el PvdA es va retirar de coalició de govern per la contribució dels soldats holandesos a la guerra de l'Afganistan. A les eleccions de 2010, Balkenende va tornar a exercir com a Lijsttrekker, però va patir una gran derrota i va anunciar la seva retirada, deixant el càrrec el 9 de juny de 2010. Balkenende va deixar el càrrec després de la constitució del govern Mark Rutte el 14 d'octubre de 2010.

### Després de la retirada política
Balkenende es va retirar de la política activa als 54 anys i va esdevenir actiu al sector privat com a director corporatiu i com a professor de Governació, Institucions i Internacionalització a la Universitat Erasme de Rotterdam a partir del desembre de 2010. Durant el seu mandat de primer ministre, els seus gabinets van ser responsables de diverses reformes del sistema educatiu, lleis d'immigració i reducció del dèficit després de la crisi financera del 2008. Ha estat el quart primer ministre que ha tingut una mes llarga activitat després de la Segona Guerra Mundial i el seu càrrec és valorat constantment tant pels estudiosos com pel públic com a superior a la mitjana. Balkenende va rebre el títol honorífic de ministre d'Estat el 14 d'octubre de 2022, exactament dotze anys després de deixar el càrrec.